# هزار آرزو مثل این
هزار آرزو مثل این (به هندی: Hazaaron Khwaishein Aisi) فیلمی محصول سال ۲۰۰۳ و به کارگردانی سودهیر میشرا است. در این فیلم بازیگرانی همچون کی کی منون، چیترانگادا سینگ، شاینی آهوجا، سراب شوکلا، رام کاپور، یاشپال شارما و آکیل میشرا ایفای نقش کرده‌اند.